# Zequinha
José Ferreira Franco, známý jako Zequinha (18. listopadu 1934, Recife – 25. července 2009) byl brazilský fotbalový záložník. Mistr světa z roku 1962 v Chile (na závěrečném turnaji však nenastoupil). Za brazilskou fotbalovou reprezentaci odehrál 16 zápasů, vstřelil 2 góly. Většinu své kariéry (1958–1965, 1965–1968) strávil v klubu Palmeiras EC.